# Acteur (UML)
Pour les articles homonymes, voir Acteur (homonymie).

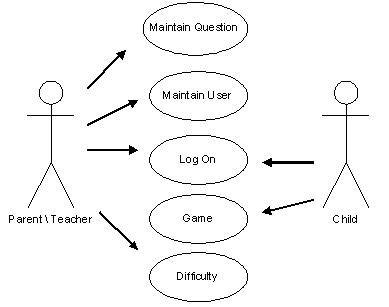
Diagramme des cas d'utilisation avec deux acteurs et plusieurs cas d'utilisation.

En génie logiciel et plus particulièrement en UML, un acteur est une entité qui définit le rôle joué par un utilisateur ou par un système qui interagit avec le système modélisé. Les acteurs apparaissent dans les diagrammes de cas d'utilisation.

## Description
Un acteur modélise le type de rôle joué par une entité qui interagit avec le système modélisé. Une interaction représente un échange de signaux et de données entre deux entités, par exemple entre une personne et un distributeur automatique. L'acteur est toujours externe au système modélisé. Un acteur peut représenter le rôle joué par un humain, un appareil informatique, etc.
Un acteur ne représente pas toujours une entité physique spécifique, mais un rôle pertinent dans la spécification des cas d'utilisation du système. Ainsi, une entité physique peut jouer le rôle de plusieurs acteurs et inversement.
L'acteur est généralement défini dans le même package que le système avec lequel il interagit.

## Représentation graphique

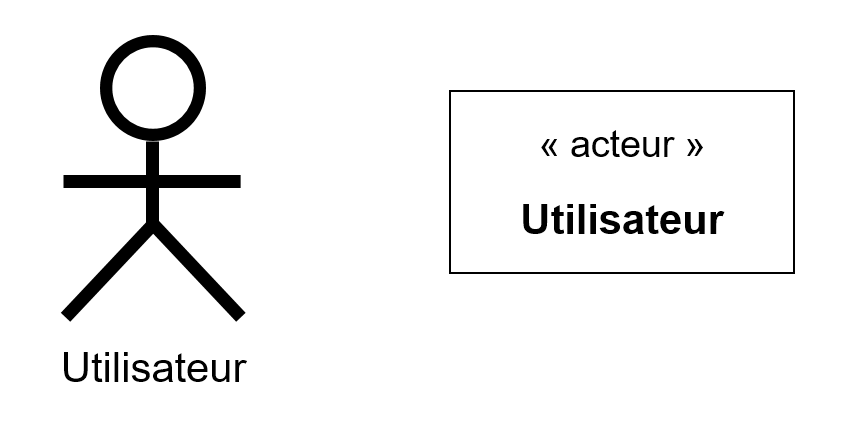
Deux représentations graphiques équivalentes d'un acteur en UML.

Un acteur est généralement représenté à l'aide d'un bonhomme allumette au-dessus ou en dessous duquel est écrit son nom. Lorsque l'acteur n'est pas humain, par exemple pour un système logiciel ou un système cyber-physique, le bonhomme peut être remplacé par un pictogramme plus adapté. Enfin, un acteur est plus rarement représenté comme une classe avec le stéréotype <<actor>>.